# I Will Be
I Will Be – trzeci singel Leony Lewis z debiutanckiego albumu Spirit, wydany 6 stycznia 2009 w Stanach Zjednoczonych i Kanadzie.
Piosenka została skomponowana przez Avril Lavigne, Maxa Martina i Lukasza Gottwalda. Pierwotnie umieszczona została na limitowanej edycji trzeciego albumu studyjnego Avril Lavigne The Best Damn Thing.
Leona Lewis wydała utwór jako szósty singel w swojej karierze.

## Promowanie
Po raz pierwszy Leona Lewis zaprezentowała singel 19 grudnia 2008 w programie The David Letterman Show.

## Listy przebojów
| Kraj              | Lista przebojów (2009) | Pozycja |
| ----------------- | ---------------------- | ------- |
| Kanada            | Canadian Hot 100       | 83      |
| Stany Zjednoczone | Billboard Hot 100      | 66      |
| Stany Zjednoczone | Billboard Pop 100      | 33      |

## Data wydania
| Państwo           | Data            | Wytwórnia | Format                      |
| ----------------- | --------------- | --------- | --------------------------- |
| Stany Zjednoczone | 6 stycznia 2009 | J Records | single CD, digital download |